# Ганс Офт
Ганс Офт (нід. Hans Ooft, нар. 27 червня 1947) — нідерландський футболіст, що грав на позиції нападника. По завершенні ігрової кар'єри — футбольний тренер, відомий насамперед роботою в Японії, де він тренував низку місцевих клубних команд, а також збірну Японії.

## Ігрова кар'єра
У дорослому футболі дебютував 1964 року виступами за команду клубу «Феєнорд».
Згодом з 1967 по 1974 рік грав у складі команд клубів «Вендам» та «Камбюр».
Завершив професійну ігрову кар'єру у клубі «Геренвен», за команду якого виступав протягом 1974—1975 років.

## Кар'єра тренера
Розпочав тренерську кар'єру невдовзі по завершенні кар'єри гравця, 1976 року, роботою з молодіжною збірною Нідерландів.
На початку 1980-х перебрався до Японії, де спочатку працював на посадах тренера в командах «Ямаха Моторс» і «Мазда», а 1987 року став головним тренером останньої команди.
1992 року прийняв пропозицію очолити національну збірну Японії, що саме готувалася до тогорічного домашнього для неї розіграшу Кубка Азії. Попри не дуже впевнений старт на турнірі — дві нічиї в перших іграх групового турніру проти збірних ОАЕ та КНДР — очолювана нідерландським спеціалістом команда покращила результати і врешті-решт, здолавши у фіналі збірну Саудівської Аравії, уперше в своїй історії стала континентальним чемпіоном. Після цього тріумфу Офт ще деякий час пропрацював зі збірною, після чого повернувся до клубної роботи, протягом другої половини 1990-х працював з командами клубів «Джубіло Івата» та «Кіото Санга», а на початку 2000-х був головним тренером «Урава Ред Даймондс».
Останнім місцем тренерської роботи був клуб «Джубіло Івата», команду якого Ганс Офт очолював 2008 року.

## Титули і досягнення
Тренер
- Володар Кубка Азії: 1992
- Володар Кубка Джей-ліги: 2003